# Donskoje
Donskoje (ros. Донское) – osiedle typu miejskiego, najdalej na zachód położona baza lotnicza Floty Bałtyckiej Marynarki Wojennej Federacji Rosyjskiej. Znajduje się 1 km na wschód od wioski Donskoje w rejonie swietłogorskim obwodu królewieckiego.

## Wyposażenie
Stacjonują tu 396. OKPLVP (396. Samodzielna Eskadra Śmigłowców Pokładowych do Zwalczania Okrętów Podwodnych, ros. 396-я отдельная корабельная противолодочная вертолётная эскадрилья авиации ВМФ России), wyposażona w 22 śmigłowce Ka-27, i 745. OPLVP
(745. Samodzielna Eskadra Śmigłowców do Zwalczania Okrętów Podwodnych), wyposażony w 15 śmigłowców Mi-14 i 5 Ka-25.